# بنیاد بازگشت به ارمنستان
بنیاد بازگشت به ارمنستان (به ارمنی: Վերադարձ Հայաստան» հիմնադրամ)، یک سازمان غیردولتی و غیرانتفاعی است که به ترویج مهاجرت معکوس به ارمنستان و حمایت از ادغام افراد و خانواده‌ها در جامعه ارمنی اختصاص دارد.
این سازمان در اوت ۲۰۱۲ تأسیس شد و با کارکنان تمام‌وقت در ایروان و شبکه جهانی هواداران فعالیت می‌کند.

## تاریخچه
بنیاد بازگشت به ارمنستان در سال ۲۰۱۲ توسط ۱۲ نفر از بازگشته‌ها و اعضای دیاسپورا هم‌فکر بنا شد. هدف اولیه سازمان ایجاد یک پلتفرم اطلاعاتی برای ارائه مشاوره‌های عملی به مهاجران بالقوه در مورد جنبه‌های مختلف بازگشت و ادغام بود. با گذشت زمان، بنیاد بازگشت به ارمنستان به یک نهاد با کارکنان تبدیل شد که حمایت‌های فردی برای کسانی که به فکر بازگشت بودند ارائه می‌داد.

## خدمات و برنامه‌ها

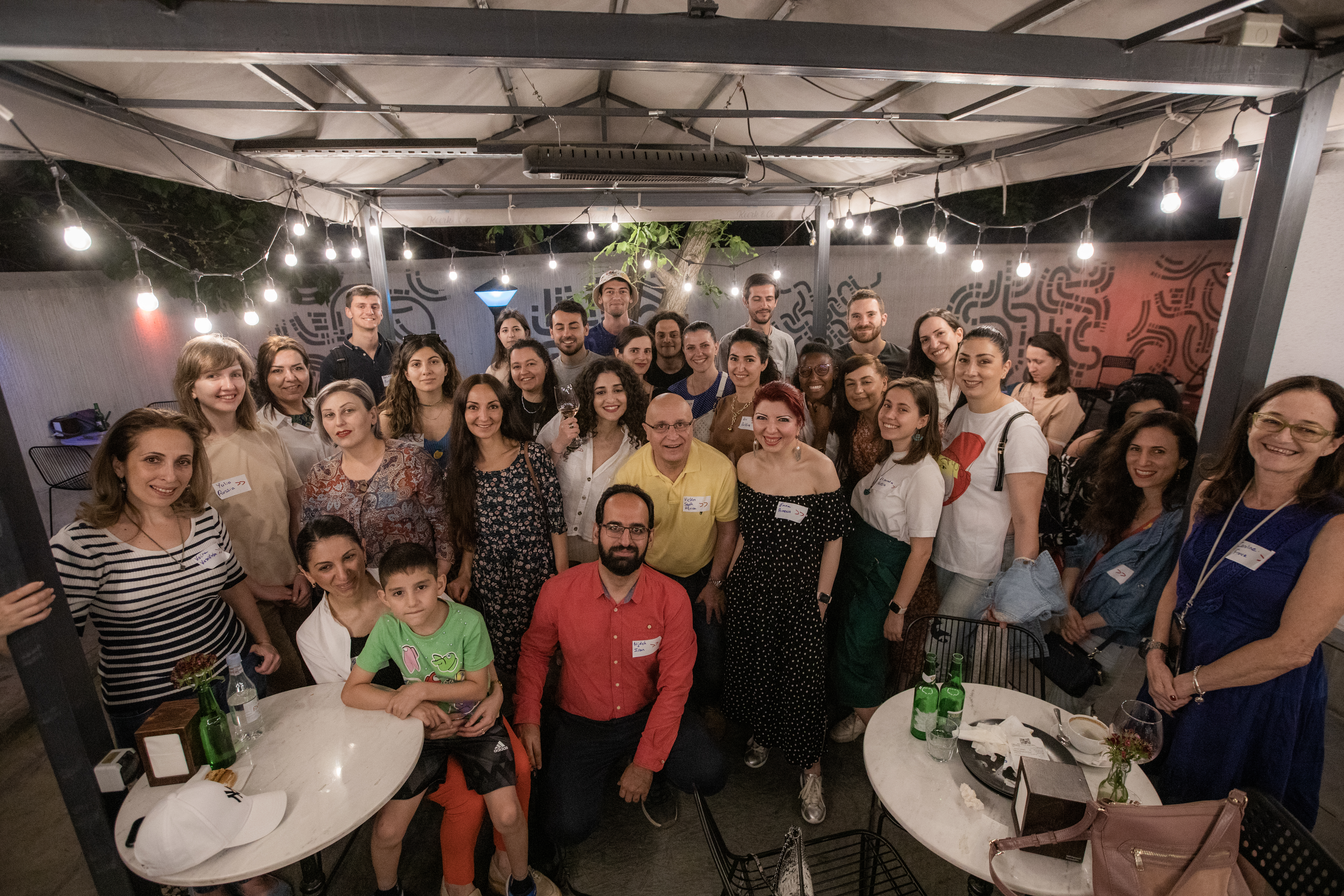
جلسه شبکه‌سازی منظم بازگشتگان و مهاجران در ایروان، آوریل ۲۰۲۲

بنیاد بازگشت به ارمنستان خدمات متنوعی برای کسانی که قصد نقل مکان به ارمنستان را دارند، ارائه می‌کند. این خدمات شامل مشاوره‌های آنلاین و حضوری، معرفی برنامه‌های پیش از بازگشت و فرصت‌ها، پوشش موضوعات بازگشت و ادغام، منابع اطلاعاتی در مورد نقل مکان، زندگی و کار در ارمنستان، کمک به اشتغال، رویدادهای شبکه‌سازی و برنامه بیمه سلامت ویژه برای اعضای جامعه است.

### برنامه‌های اجرا شده

#### جلسات بازنگری ارمنستان (۲۰۱۲-اکنون)
بنیاد بازگشت به ارمنستان بیش از ۲۰ جلسه بازنگری ارمنستان را در جوامع کلیدی دیاسپورای ارمنی در سراسر جهان مانند بوستون، مسکو، کی‌یف، تورنتو، مونترال، تفلیس، پاریس، تهران و دیگر مکان‌ها برگزار کرده است. جوامع ارمنی فرصتی داشتند تا درباره تجربیات بازگشتگان و سازمان‌ها و کسب‌وکارهای مختلف که در ارمنستان موفق بوده‌اند، بیاموزند. در طی جلسات، حضار بیشتر در مورد فرصت‌های داوطلبانه و حرفه‌ای برای کار و کسب تجربه در ارمنستان یاد می‌گیرند.

#### دایرکتوری کسب‌وکار سیرا مارک (۲۰۱۶-۲۰۱۹)
در سال ۲۰۱۶، بنیاد بازگشت به ارمنستان یک پلتفرم اینترنتی ایجاد کرد که به کاربران امکان می‌داد به سرعت اطلاعاتی درباره طیف وسیعی از رستوران‌ها، فروشگاه‌ها و کافه‌های متعلق به سوری-ارمنیان در ایروان پیدا کنند. این پلتفرم همچنین به صاحبین کسب‌وکارهای سوری کمک می‌کرد تا مشتریان خود را گسترش داده و پایه مشتری پایدارتری ایجاد کنند. علاوه بر اطلاعات تماس و موقعیت مکانی پایه، پروفایل هر کسب‌وکار شامل داستان شخصی درباره بنیان‌گذار و مدیرعامل است که با عکس‌ها و یا ویدئوهایی از هر یک تکمیل می‌شود تا واقعاً آن را به یک دایرکتوری چندرسانه‌ای تبدیل کند. بیش از ۱۰۰۰ سوری-ارمنی در این پروژه شرکت کردند.

#### استارتاپ بازگشت (۲۰۱۹)
برنامه مربیگری استارتاپ بازگشت از افراد نوآوری که آماده شروع یک پروژه جدید بودند که مستقیماً بر توسعه ارمنستان تأثیرگذار باشد، حمایت کرد. شرکت‌کنندگان راهنمایی حرفه‌ای یک‌به‌یک متناسب با نیازهای خود دریافت کردند و برنامه هزینه اجاره فضای کار مشترک را برای یک سال کامل پوشش داد. علاوه بر این، برنامه کمک‌های تجاری، حقوقی، حسابداری و همچنین کمک‌های بازاریابی و روابط عمومی از طریق رویدادهای آشنایی، محتوای سایت وب بنیاد بازگشت به ارمنستان و مصاحبه با رسانه‌های مختلف، همچنین شبکه‌سازی معرفی با حرفه‌ای‌ها در ارمنستان و دیاسپورا را ارائه داد.

#### ارمنستان برای شما کار می‌کند (۲۰۲۱-۲۰۲۲)

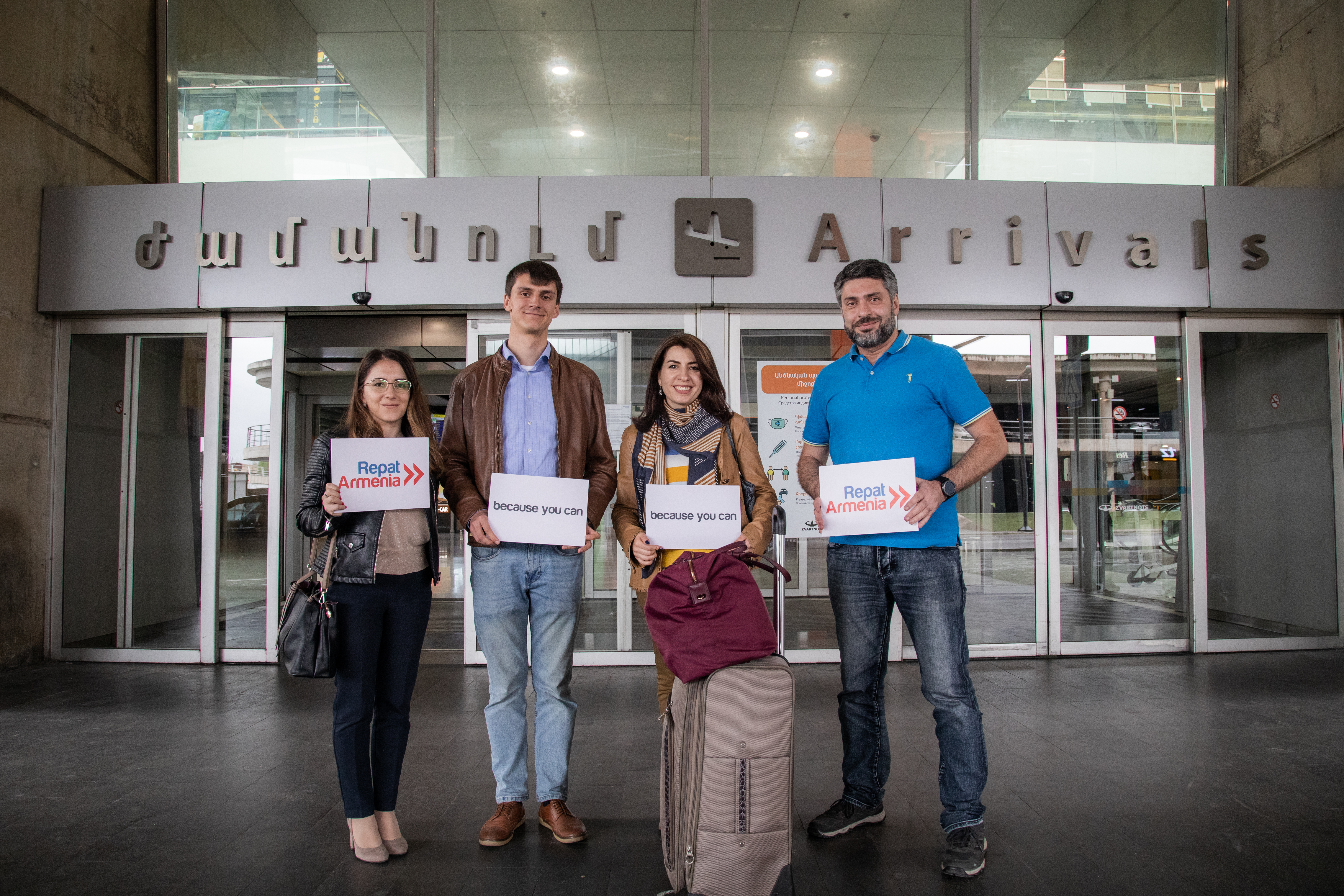
جلسه شرکت‌کنندگان در برنامه "ارمنستان برای شما کار می‌کند" در فرودگاه بین‌المللی زوارتنوتس، مه ۲۰۲۲

بنیاد بازگشت به ارمنستان با موفقیت برنامه‌ای آزمایشی به نام "ارمنستان برای شما کار می‌کند" را اواخر ۲۰۲۱ برای بازگشت حرفه‌ای ارمنی‌های لبنانی اجرا کرد. ۸۰٪ از کسانی که تحت این برنامه بازگشته‌اند، به کار خود در ارمنستان ادامه دادند. با توجه به علاقه فزاینده به بازگشت و اهمیت استثنایی آن برای تقویت سرزمین مادری، برنامه برای ارمنی‌های ساکن روسیه، اوکراین و بلاروس در بهار ۲۰۲۲ گسترش یافت. این برنامه در حال حاضر به حالت تعلیق درآمده است.

#### دوره‌های رایگان زبان ارمنی (۲۰۲۳)
دوره‌های زبان ارمنی رایگان بنیاد بازگشت به ارمنستان برای ادغام اجتماعی و حرفه‌ای تازه‌بازگشته‌ها در ارمنستان طراحی شده‌اند. دوره‌های موجود شامل:
- ارمنی مقدماتی برای بازگشتگان روسی‌زبان
- ارمنی مقدماتی برای بازگشتگان انگلیسی‌زبان
- ارمنی متوسطه
- دوره تطبیق ارمنی غربی به ارمنی شرقی

## تاثیر
این سازمان جامعه‌ای متشکل از بیش از ۱۲،۰۰۰ عضو دارد که شامل بازگشتگان و مهاجرانی از کشورهای مختلف و همچنینجماعت ارمنیان پراکنده می‌شود. این سازمان سالانه حدود ۱۰۰۰ درخواست برای کمک به بازگشت به میهن و ادغام دریافت می‌کند که متقاضیان از طیف وسیعی از پیش‌زمینه‌ها و ملیت‌ها هستند.

### راهنمای بازگشت به ارمنستان
از سال ۲۰۲۱، بنیاد بازگشت به ارمنستان یک راهنمای جامع برای بازگشت به میهن منتشر کرده است که اطلاعات و راهنمایی‌های عملی درباره جنبه‌های مختلف نقل مکان، زندگی و کار در ارمنستان ارائه می‌دهد. این راهنما موضوعاتی مانند اخذ شهروندی و اجازه اقامت، جابجایی وسایل، ثبت‌نام یک آدرس، دریافت شماره تأمین اجتماعی، ثبت‌نام در مدارس، افتتاح حساب بانکی، اخذ بیمه سلامت و یافتن محل اقامت را پوشش می‌دهد. راهنما به زبان انگلیسی، زبان روسی و زبان فرانسه در دسترس است.

## همچنین ببینید
- دیاسپورای ارمنی
- اتحادیه خیریه عمومی ارامنه
- سپاه داوطلب ارامنه
- برنامه تولد ارمنستان
- مهاجرت معکوس ارامنه